# Olga Bjoner
Olga Bjoner (ur. 10 grudnia 1887 w Askim, zm. 25 czerwca 1969) – norweska działaczka kobieca, polityk i kolaborantka. 

## Życiorys
W 1917 roku zaangażowała się w działalność stowarzyszenia zrzeszającego rolników Norges Bondelag, od 1925 roku stała na czele organizacji kobiet w ramach tego stowarzyszenia – Norges Bondelags Kvinnelagsnemnd. Pod jej przywództwem organizacja stała się jedną z największych organizacji zrzeszającej kobiety w kraju – w 1940 roku liczyła ponad 20 tysięcy członkiń.
Od 1940 roku należała do Nasjonal Samling, co wywoływało bardzo negatywne emocje w kierowanej przez nią organizacji. Z tego powodu w 1941 roku zrezygnowała z przywództwa organizacji. Od grudnia 1940 roku była szefem propagandy w organizacji kobiecej NS – Nasjonal Samlings Kvinneorganisasjon, a w 1941 roku została mianowana przywódczynią narodową organizacji. W 1942 roku była współorganizatorką organizacji paramilitarnej Kvinnehirden, a od 1944 roku także liderką Kvinnenes Hjelpekorps, organizacji zajmującej się wsparciem dla Wehrmachtu w Norwegii.
W maju 1945 roku została aresztowana w Hobøl i przewieziona do aresztu w Moss, a następnie do więzienia w Bredtveit, gdzie spędziła ponad dwa lata. W 1948 roku została skazana na 6 lat więzienia i utratę praw obywatelskich. W 1955 roku wydała książkę Dette har hendt. Et tidsbilde, która miała być obroną jej poglądów i działań podczas niemieckiej okupacji.